# Saloma

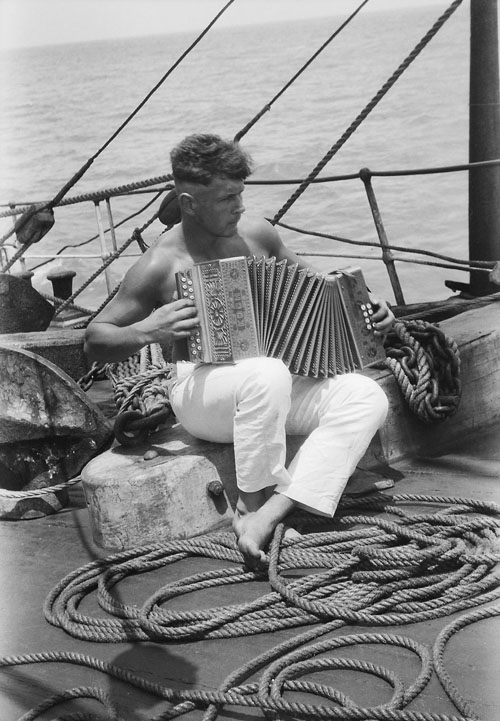
Un marinero y su acordeón a bordo del 'Parma'.

Una saloma (del latín celeusma) es un tipo de canto de marineros usado para aumentar la productividad en los trabajos realizados en la mar. Muchas salomas se han conservado por medio de la tradición oral y siguen interpretándose en la actualidad aunque frecuentemente fuera de su contexto original.
Las salomas se desarrollaron como un método para aumentar la productividad a bordo, al coordinar bajo el mismo ritmo 
a grupos de hombres para que trabajen conjuntamente o de forma más veloz. Otro efecto de las salomas era reducir el aburrimiento y la tensión en el barco, además de crear vínculos entre los tripulantes, lo que reducía el hastío en el barco y hacía largos viajes más amenos y reducía el riesgo de motín.
Generalmente las salomas se estructuraban de forma antifonal (pregunta-respuesta). Un hombre cantaba un verso y el resto de los hombres respondía a coro, por lo que muchas carecían de estribillo. Ejemplo de ello es la famosa Blow The Man Down:
Shantyman: I'm a deep water sailor just in from Hong Kong

Coro: to my way hay, blow the man down

Shantyman: if you'll give me some grog, I'll sing you a song

Coro: Give me some time to blow the man down

## Tipos
Existen varios tipos de saloma según el trabajo para el que están pensadas:
- Para tareas de tiro prolongado, por ejemplo, de las cuerdas para izar las velas. Este tipo de saloma se llama en inglés short-drag, haylard o long-hul. En Blow The Man Down, por ejemplo, hay dos momentos de tiro en cada respuesta del coro: Way, hey, Blow the man down! Otro ejemplo es la canción Hanging Johnny.

- Para tareas de tiro de corta duración. Este tipo es llamado en inglés short-drag o short-haul. Ejemplos de este tipo son Haul on the Bowline y Bonnie.

- Para levar anclas. Como esta no era una tarea que requiriera mucha fuerza, la canción era más suave y generalmente incluía un coro, además del verso de respuesta. Este tipo de saloma se llama en inglés capstan. Ejemplos: Santianna y South Australia.

- Para formar en cubierta. Cantadas por grandes tripulaciones, con todos los hombres en formación y pisando con fuerza la cubierta de la nave. Llamadas en inglés stamp-n-go. Ejemplos: Drunken Sailor y Roll the Old Chariot.

- Para achicar agua mediante bombeo por la acción de dos hombres. Llamadas en inglés pumping.

- Para levantar las redes del mar en los barcos pesqueros. Llamadas en inglés menhanden.

- Para momentos de ocio. Eran cantadas sin ser destinadas a tipo de actividad alguna, sino normalmente cuando ya no había trabajo que hacer y los marineros tenían ganas de compartir, cantar, divertirse y beber. Llamadas en inglés Fo'c'sle o Forecastle, es el estilo que suele mostrarse en series y películas como típicas de los piratas. Ejemplos famosos son Rolling Down to Old Maui y Spanish Ladies.

## Salomas en la cultura de masas
En la película de 1937 Capitanes intrépidos, la tripulación del pesquero We're Here canta dos salomas tradicionales: la famosa Blow the man down y What Shall We Do with the Drunken Sailor?. Una tercera saloma que aparece en la película Ooh, What a Terrible Man! (traducida como "¡Qué hombre tan fatal!" en la versión doblada al español) es en realidad una canción compuesta exprofeso, con letra de Gus Kahn y música de Franz Waxman.
El tema introductorio de la serie Bob Esponja está basado sobre la tan citada saloma Blow The Man Down. La canción de fondo, a menudo asociada con Don Cangrejo, el Crustáceo Crujiente o las tramas sobre marineros y piratas en la misma serie (tocada en acordeón, tuba y flauta) es la saloma "Drunken Sailor". En uno de los episodios de la serie The Big Bang Theory, Sheldon y Penny cantan la misma saloma para aumentar su producción artesanal. 
Algunos grupos de metal especialmente de speed metal, power metal, viking metal o folk metal se han inspirado en las salomas para algunas de sus canciones o bien para desarrollar un estilo musical denominado metal pirata. Ejemplos de ello es la banda de power/folk metal Alestorm.
En la película Master & Commander, se canta la saloma Don't forget your old shipmates.
La película Fisherman's Friends se basa en una historia real sobre un grupo de pescadores de Cornualles de Port Isaac que lograron un top 10 de éxitos con su álbum debut de salomas tradicionales.
El grupo El Pony Pisador es el primer grupo español en cantar salomas y en participar en festivales internacionales de este género.
En la película Tiburón el capitán Quint canta parte de la saloma Spanish Ladies. 
En el videojuego Assassin's Creed IV: Black Flag las salomas son coleccionables repartidos por todo el mundo del juego que el jugador puede recolectar, siendo reproducidas durante las travesías en barco por la tripulación.